# هانز هيرمان غروير
هانز هيرمان فيلهلم غروير (بالألمانية: Hans Hermann Groër)‏ (بندكتي) (تشرين الأول/أكتوبر 1919 – 24 آذار/مارس 2003) كان كاردينال نمساوي في الكنيسة الكاثوليكية الرومانية. شغل منصب رئيس أساقفة فيينا من عام 1986 حتى عام 1995 وصار كاردينال في عام 1988. أزاله البابا يوحنا بولس الثاني من الأساقفة بعد عدة مزاعم اعتداءات جنسية على الأطفال وبطلب من يوحنا بولس فقد تخلى عن كل الواجبات الكنسية والامتيازات كرئيس أساقفة وكاردينال في 14 نيسان/أبريل 1998.

## السيرة الذاتية
ولد هانز في فيينا لعائلة ألمانية وانتقل معهم في عام 1929 إلى تشيكوسلوفاكيا حيث مكثوا هناك عقدا من الزمن. تدرج في معاهد دينية في هولابرون في فيينا (حيث حصل على الدكتوراه في الإلهيات) قبل أن يتم ترسيمه قسيسا في 12 نيسان/أبريل عام 1942 من قبل الكاردينال تيودور إنيتزير. ثم شغل منصب قسيس في بيترونيل وباد فوسالو حتى عام 1946 حيث حصل حينها على الدراسات العليا المسيحية «Prefect of Studies» من معهد في هولابرون. دخل رهبنة القديس بنديكت في عام 1974 واتخذ اسم هيرمان رسميا ضمن نذور المهنة في 8 أيلول/سبتمبر 1980. في نفس العام تم تسمية هانز المدير الروحي لفيلق مريم في النمسا.
في 15 تموز/يوليو لعام 1986 تم تعيينه رئييس أساقفة فيينا الخامس عشر خلفا للكاردينال فرانز كونيغ. حصل على التكريس الأسقفي في 14 أيلول/سبتمبر من نفس العام من كونيغ مع كلاً من المطران كارل بيرغ والأسقف ستيفان لازلو كأساقفة مكرسين بشكل مشترك. تم تعيينه قسيس كاردينال في "سانتي جواكينو اد آنا آل توسكولانو" من قبل البابا يوحنا بولس الثاني في 28 حزيران/يونيو 1988.

## الاعتداءات الجنسية على صبية المدرسة والرُهبان
في عام 1995 قام أحد طلاب غروير السابقين باتهامه بالتحرش الجنسي. ثم تبعه بعد ذلك بوقت قصير اتهامات مماثله من طلاب آخرين بالإضافة لبعض الرهبان. في 13 نيسان/أبريل 1995 رقى البابا يوحنا بولس الثاني كريستوف شونبورن من أسقف مساعد إلى رئيس أساقفة مساعد في فيينا، ثم في وقت لاحق من نفس العام قبل استقالة غروير الذي قدمها بعدما طُلب منه ذلك في عيد ميلاده الخامس والسبعين في تشرين الأول/أكتوبر 1994.انتقل غروير إلى دير روغيندورف حيث شغل منصب رئيس لها. عندما ظهرت ادعاءات جديدة ناشد مسؤولي الكنيسة النمساوية البابا حينها بالتدخل حيث أمر ببدأ تحقيق في شباط/فبراير 1998. ثم في نيسان/أبريل طلب البابا من غروير الاستقالة من منصبه كرئيس والانسحاب من الحياة العامة والعلن. صدر بيان له لاحقاً قال فيه: «في السنوات الثلاث الماضية وفي أحيان كثيرة كان هناك الكثير من المعلومات المغلوطة عني. أسأل الله والناس المغفرة إن كنت قد جلبت الذنب على نفسي». استمر في العمل ككاهن اعتراف «شخص يُعترف لهُ بالذنوب» في أديرة نساء حيث يتلقى الزوار وينصح الجموع. وبسبب معاناته مع السرطان فإن حالته الصحية تدهورت بسرعة كبيرة.
منع نظام التقادم المسقط النمساوي السلطات المدنية من مواصلة الادعاء على غروير وتقديمه للعدالة. في عام 2010 قال الكاردينال شونبورن أن الكاردينال جوزيف راتزينغر حاول إقناع البابا يوحنا بولس الثاني بالشروع في بدء تحقيق وفي حديث مع الصحفيين –كان يعتقد أنها محادثة خاصة – قال إن أنجيلو كاردينال سودانو منع محاولات التحقيق مع غروير. هناك إدعاءات أن مسؤولي الكنيسة أيضا قدموا لبعض تلاميذ غروير السابقين تعويضا مقابل الاتفاق على عدم تكرار توجيه التهم إليه. هوبيرتس زيرنين وهو مؤلف كتاب عن هذه القضية يعتقد جازماً أن غروير أساء جنسياً لأكثر من ألفي صبي. بينما استمر غروير في نفي الادعاءات ضده حتى وفاته.

## موتهُ وحفل تأبينه

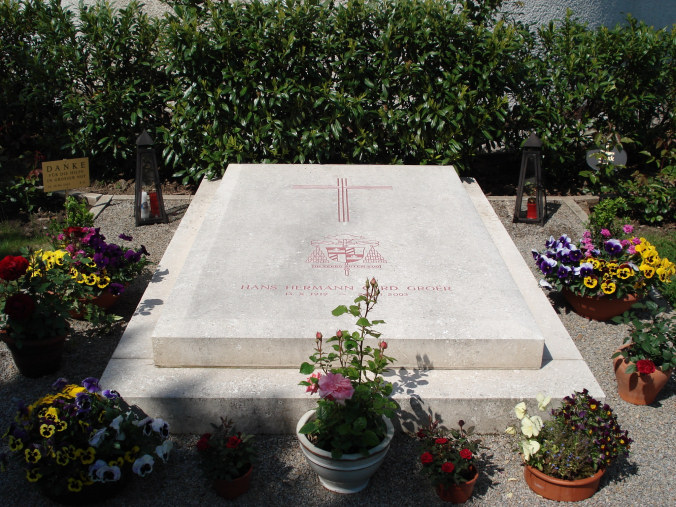
قبر الكاردينال غروير.

توفي غروير في 24 آذار/مارس من عام 2003 باللالتهاب الرئوي في مستشفى سانت بولتن حيث كان يعالج من مرض السرطان. ترأس شونبورن، حيث صار كاردينال حالياً، القداس في كاتدرائية سانت ستيفان وفي عظته كرم سلفه وانجازاته في تعزيز الولاء المريمي في الأبرشية فضلا عن دعم واحتضان المهن الرهبانية.[بحاجة لمصدر] في اليوم التالي ذكر الكاردينال يواكيم ميسنر وهورئيس أساقفة كولونيا التهم ضد غروير في تأبينه لوصف كيف أن غروير عانى، مشيراً أنه كان «مجروح بشكل عميق، حتى وصم بالعار من حوادث السنوات الأخيرة كأسقف لفيينا»، ذلك أنه «عندما تجمعت السحب المظلمة على حياته ... غرق في الوحدة والهوان».
دفن غروير في مقبرة مارينفلد آبي وهو دير سيسترسي نسائي كان له دور فعال في تأسيسه في عام 1974.

## روابط خارجية
- هانز هيرمان غروير على موقع مونزينجر (الألمانية)